# Dorylus gerstaeckeri
Dorylus gerstaeckeri é uma espécie de formiga do gênero Dorylus.